# Горье
Го́рье — деревня в Бегуницком сельском поселении Волосовского района Ленинградской области.

## История
Упоминается на карте Ингерманландии А. И. Бергенгейма, составленной по материалам 1676 года, как деревня Pälusa.
На шведской «Генеральной карте провинции Ингерманландии» 1704 года — как деревня Palasanits.
На карте Санкт-Петербургской губернии Я. Ф. Шмидта 1770 года она обозначена как деревня Горье.

ГОРОЕ — деревня мызы Сумино, принадлежит генерал-майорше . (1838 год)

На карте профессора С. С. Куторги 1852 года упоминается, как деревня Горье.

ГОРЬЕ — деревня госпожи Леонтьевой, по просёлочной дороге, число дворов — 8, число душ — 25 м. п. (1856 год)

Согласно 10-й ревизии 1856 года деревня Горье принадлежала помещице Марии Павловне Леонтьевой.
Согласно «Топографической карте частей Санкт-Петербургской и Выборгской губерний» 1860 года деревня называлось Горье и состояла из 7 крестьянских дворов.

ГОРЬЕ — деревня владельческая при колодцах, по правую сторону Самрянской дороги в 58 верстах от Петергофа, число дворов — 8, число жителей: 18 м. п., 17 ж. п. (1862 год)

В 1876 году временнообязанные крестьяне деревни выкупили свои земельные наделы у В. Н. Леонтьева и стали собственниками земли.

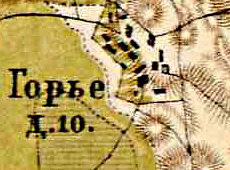
Деревня Горье на карте 1885 года

Согласно карте окрестностей Санкт-Петербурга в 1885 году деревня Горье состояла из 10 крестьянских дворов.
В конце XIX века деревня административно относилась к Губаницкой волости 1-го стана Петергофского уезда Санкт-Петербургской губернии, в начале XX века — 2-го стана.
В 1913 году деревня также состояла из 10 дворов.
Согласно переписи населения СССР 1926 года в деревне Горье Череповицкого сельсовета Губаницкой волости Троцкого уезда проживали 79 человек, все русские.

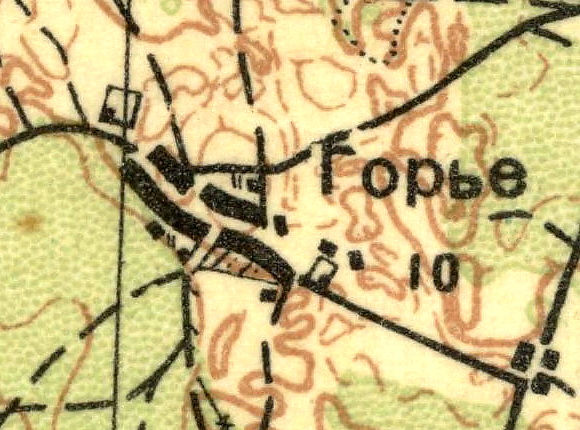
Деревня Горье на карте 1930 года

Согласно топографической карте 1930 года деревня также насчитывала 10 дворов.
По данным 1933 года деревня Горье входила в состав Волосовского сельсовета Волосовского района.
По данным 1966, 1973 и 1990 годов деревня Горье входила в состав Терпилицкого сельсовета.
В 1997 году в деревне Горье проживали 8 человек, в 2002 году — 5 человек (все русские), деревня входила в Терпилицкую волость.
В 2007 году в деревне проживали 12 человек, деревня входила в состав Терпилицкого сельского поселения.
7 мая 2019 года деревня вошла в состав Бегуницкого сельского поселения.

## География
Деревня расположена в центральной части района к югу от автодороги 41К-014 (Волосово — Керново).
Расстояние до административного центра поселения — 5 км.
Расстояние до ближайшей железнодорожной станции Волосово — 8 км.

## Демография
| 2002 | 2007 | 2010 | 2017 |
| ---- | ---- | ---- | ---- |
| 5    | ↗12  | ↗15  | ↘11  |

### Национальный состав
Согласно данным Всероссийской переписи населения 2021 года в деревне проживали 15 человек, все русские.

## Садоводства
Волосовское, Медик, Хлебокомбинат.